# (9765) 1991 XZ
A (9765) 1991 XZ a Naprendszer kisbolygóövében található aszteroida. Hitoshi Shiozawa és Minoru Kizawa fedezte fel 1991. december 14-én.